# Impact gros calibre
Pour plus de détails, voir Fiche technique et Distribution.
Impact gros calibre (Hollow Point est un film d'action américano-canadien réalisé par Sidney J. Furie, sorti en 1996. 
Dans la plupart des pays, il a été distribué seulement en VHS ou DVD.

## Synopsis
Dans les années 1990, à Boston, Thomas Livingston veut rassembler sous son contrôle les mafias russe, chinoise et italienne. Il y parviendrait facilement si deux flics rivaux, le violent Max Parrish de la Drug Enforcement Administration et la belle Diane Norwood du F.B.I., ne venaient à mettre le nez dans ses affaires. Le mafieux engage donc un tueur professionnel, Garret Lawton pour abattre ses poursuivants.

## Fiche technique
- Titre : Impact gros calibre
- Titre québécois : Arsenal de pointe
- Titre original : Hollow Point
- Réalisation : Sidney J. Furie
- Scénario : Robert Geoffrion, Stewart Harding et Kevin Bernhardt (non crédité)
- Musique : Brahm Wenger
- Photographie : David Franco
- Montage : Yves Langlois
- Production : Nicolas Clermont
- Société de production : Millennium Films, Astral Programming Enterprises, Phoenician Films et Filmline International
- Pays :  Canada et  États-Unis
- Genre : Action, comédie, film de gangsters et thriller
- Durée : 102 minutes
- Dates de sortie : 
  -  États-Unis : 22 octobre 1996 (vidéo)

## Distribution
- Thomas Ian Griffith : Max Parrish
- Tia Carrere : Diane Norwood
- John Lithgow : Thomas Livingston
- Donald Sutherland : Garrett Lawton
- David Hemblen : Oleg Krezinsky
- Carl Alacchi : Alberto Capucci
- Robert Ito : Shin Chan
- Andreas Apergis : Ivan Krezinsky
- Lisa Bronwyn Moore : Vicky, l'amie de Diane
- Kliment Denchev : le patriarche